# Dagmar Geppert
Dagmar Geppert (* 29. Mai 1980 in Krefeld) ist eine deutsche Schauspielerin.

## Leben
Geppert absolvierte eine Ballettausbildung an der Royal Academy of Dancing und studierte Schauspielerei an der Bayerischen Theaterakademie August Everding in München. Im Anschluss war sie beim Ulmer Theater tätig. Seit 2006/2007 war Geppert im Meininger Staatstheater engagiert.
Nach zwei Jahren freischaffender Tätigkeit mit Gastverträgen u. a. am Kleinen Theater Landshut und am Stadttheater Fürth ist sie seit September 2011 im Ensemble am Theater an der Ruhr in Mülheim engagiert.
Seit 2010 arbeitet Geppert zudem als Filmschauspielerin, und ab 2016 auch als Hörspielsprecherin.

## Auszeichnungen
- 2009: Förderpreis[1]
- 2014: Ruhrpreis für Kunst und Wissenschaft

## Filmografie (Auswahl)
- 2010: Aktenzeichen XY … ungelöst: FriendScout 24/Gitarrendiebstahl/Mein Name ist Krieg (2010)
- 2010: Notruf Hafenkante: Ein Fall für Mattes
- 2010–2017: Die Rosenheim-Cops (Fernsehserie, 2 Folgen)
  - 2010: Die Rosenheim-Cops: Der letzte Atemzug
  - 2017: Die Rosenheim-Cops: Der Fall der Felle
- 2014: Die letzte Seite (Kurzfilm)

## Hörspiele (Auswahl)
- 2016: Sebastian Büttner: Der Putsch. Ein Hörspiel aus Bottrop. Mit Musik von den Kassierern. (Bettina Bott) – Regie: Oliver Salkic (Original-Hörspiel – WDR/Sebastian Büttner (Auftragsproduktion))
- 2019: David Zane Mairowitz: Marlov in Jerusalem (Marja Antonovna) – Regie: Jörg Schlüter (Original-Hörspiel, Kriminalhörspiel – WDR)
- 2020: Ulrich Land: Hölderlins Heimsuchung. Kriminelle Vorfälle um den berühmten Dichter Hölderlin (Schaulustige/An- und Absage) – Regie: Jörg Schlüter (Hörspielbearbeitung – WDR)